# Bamako (film)
Pour les articles homonymes, voir Bamako (homonymie).
Pour plus de détails, voir Fiche technique et Distribution.
Bamako est un film de procès franco-américano-malien d'Abderrahmane Sissako sorti en 2006.

## Synopsis
Melé est une chanteuse de bar et son mari, Chaka, au chômage s'enfonce dans le silence. Malgré une fille qui les unit, leur couple s'émiette petit à petit. Ils vivent dans une maison qu'ils partagent avec plusieurs familles. Dans la cour, se tient un étonnant événement : le procès de la société civile africaine contre la Banque mondiale et le FMI,.

## Fiche technique
- Réalisation : Abderrahmane Sissako
- Scénario : Abderrahmane Sissako
- Producteurs : Abderrahmane Sissako, Denis Freyd
- Producteurs exécutifs : Danny Glover, Arnaud Louvet, François Sauvagnargues, Maji-da Abdi, Joslyn Barnes
- Sociétés de production : Archipel 33, Chinguitty Films, Mali Images, Arte France Cinéma 
 en association avec Louverture Films
- Chef opérateur : Jacques Besse
- Montage : Nadia Ben Rachid
- Chef décorateur : Mahamadou Kouyaté
- Chef costumière : Maji-da Abdi
- Durée : 115 minutes
- Langues : français, bambara, anglais (quelques phrases), sénoufo (chant du griot)
- Son : Dolby Digital
- Rapport image : 1.85:1
- Dates de sortie : 21 mai 2006 au Festival de Cannes, 18 octobre 2006 en France, 29 novembre 2006 en Belgique.
- Budget (estimation) : 2 millions d'€
- Lieux de tournage : Bamako et Tombouctou

## Distribution
- Aïssa Maïga : Melé
- Tiècoura Traoré : Chaka
- Hélène Diarra : Saramba
- Habib Dembélé : Falaï
- Djénéba Koné : La sœur de Chaka
- Hamadoun Kassogué : Le journaliste
- Hamèye Mahalmadane : Le président du jury
- Aissata Tall Sall: Avocat des parties civiles
- William Bourdon : Avocat des parties civiles
- Roland Rappaport : Avocat de la défense
- Mamadou Konaté : Avocat de la défense
- Mamadou Savadogo : Avocat de la défense
- Magma Gabriel Konaté : Le procureur
- Zegué Bamba : Témoin 1
- Aminata Traoré : Témoin 2
- Madou Keita : Témoin 3
- Georges Keita : Témoin 4
- Assa Badiallo Souko : Témoin 5
- Samba Diakité : Témoin 6
- Danny Glover : Cow-boy
- Elia Suleiman : Cow-boy
- Abderrahmane Sissoko (crédité Dramane Sissoko) : Cow-boy
- Jean-Henri Roger : Cow-boy
- Zeka Laplaine : Cow-boy

## Distinctions
- Présenté hors compétition au Festival de Cannes 2006.
- Grand prix du Public des Rencontres du Festival Paris Cinéma 2006.
- Présenté au Festival international du film de La Rochelle 2006.
- Présenté au Festival international du film de Toronto 2006.
- Présenté au Festival du film de New York 2006.

## Box-office
- France : 195 444 entrées en 2006 en 10 semaines[3].

## Commentaires
Ce film mélange une partie de fiction scénarisée par Sissako et un procès improvisé par de vrais avocats, (dont les Français William Bourdon et Roland Rappaport), président du jury et témoins. Les divers "acteurs" du procès ont donc élaboré leurs propres arguments et plaidoiries, donnant une vision intéressante de la mondialisation et de ses conséquences en Afrique.
Lors d'une scène où des personnages regardent la télévision malienne, cette dernière diffuse un faux film qui est une parodie de western spaghetti, "Death in Timbuktu", ironisant sur le monde actuel et montrant la complexité des choses: Blancs et Noirs tuant des Noirs, symbole d'une coresponsabilité des effets négatifs de la mondialisation actuelle dans les pays du Sud. Les cow-boys sont joués par Sissako lui-même, Danny Glover (qui est coproducteur du film) et d'autres amis personnels de Sissako, tous ayant accepté de jouer cette partie gratuitement.